# UU Comae Berenices
UU Comae Berenices (UU Com / 21 Comae Berenices / HD 108945 / HR 4766) je proměnná hvězda v souhvězdí Vlasy Bereniky.
Některé rané rukopisy naznačují, že tato hvězda dříve získala název Kissīn, což je typ břečťanu, opletníku plotního nebo popínavé divoké růže. Má hvězdnou velikost 5,44 a nachází se 311 světelných let od sluneční soustavy.
Je součástí hvězdokupy Coma (Melotte 111).
UU Comae Berenices je hvězda klasifikovaná jako A2pv, která ukazuje specifické spektrum, označené písmenem p. U této třídy hvězd se vyskytuje nadbytek některých prvků – v případě UU Comae Berenices stroncia – a intenzivních hvězdných magnetických polí. Průměrná hodnota magnetického pole UU Comae Berenices je tak 537 G.
Její efektivní teplota je 8750 K, má poloměr tří poloměrů Slunce a její rotační perioda trvá 1,92 dne. Má světelnost 51krát vyšší než Slunce a je 2,4krát těžší.
Její stáří se odhaduje na 500 milionů let.
Katalogizována je jako hvězda typu  Alpha2 Canum Venaticorum a hvězda typu Delta Scuti a její jas se mění v rozsahu 5,41 až 5,46. Zdá se, že hlavní období o délce 2,1953 dne s druhotnými obdobími, každý 1,0256 a 0,9178 dne, i když mezi různými pozorovateli existují rozpory.